# Montier-en-Der
Montier-en-Der là một xã thuộc tỉnh Haute-Marne trong vùng Grand Est đông bắc nước Pháp. Xã này nằm ở khu vực có độ cao trung bình 130 mét trên mực nước biển.